# Хайнрих XI фон Щолберг
Хайнрих XI фон Щолберг (на немски: Heinrich XI, Graf von Stolberg;* ок. 1320; † 13 декември 1377 или 1378) е граф на Щолберг.
Той е син на граф Хайнрих III фон Щолберг († 1329/1331) и втората му съпруга Юта фон Хадмерслебен († сл. 1347), дъщеря на Бодо фон Хадмерслебен († 1280) и графиня Ирмгард фон Байхлинген († сл. 1280). Брат е на граф Ото I фон Щолберг († 1337/1341), другите му братя са духовници. Сестра му Луитгард († 1353) е абатиса на Кведлинбург 1347 г.

## Фамилия
Хайнрих XI фон Щолберг се жени сл. 14 октомври 1368 г. за София фон Шварцбург († 1392), дъщеря на германския геген-крал Гюнтер XXI фон Шварцбург-Бланкенбург († 1349) и съпругата му Елизабет фон Хонщайн-Клетенберг († 1380), дъщеря на граф Хайнрих IV фон Хонщайн-Клетенберг. София фон Шварцбург е разведена от пр. 17 ноември 1357 г. от Георг I фон Кефернбург-Илменау († 1376) и е вдовица на граф Фридрих II фон Орламюнде († 1368). Бракът е бездетен.
София фон Шварцбург се омъжва четвърти път 1377 г. за Йохан II фон Шварцбург-Вахсенбург (1327 – 1407).